# Andrea Bendewald
Andrea R. Bendewald (nacida el 4 de marzo de 1970) es una actriz estadounidense conocida por su papel como Maddy Piper en Suddenly Susan.

## Vida personal
Andrea es la hija de Judith Bendewald y Mervin Bendewald, ambos de Nueva York, y hermana de Mason Bendewald.
Bendewald se graduó de la Universidad Wright State. Fue una dama de honor en la boda de Jennifer Aniston y Brad Pitt en 2000, y Aniston fue la madrina de honor de Bendewald el 19 de agosto de 2001 con Mitch House en Saddlerock Ranch en Malibú, California. Las actrices Maria Bello y Kristen Hahn eran damas de honor. Andrea salió con el comediante Harlan Williams.
Andrea conoció a su esposo, Mitch Rouse, durante octubre de 1998 en el set de The Secret Lives of Men.

## Filmografía
- Unhappily Ever After (1995) como reportera de televisión (1 episodio).
- Caroline in the City como Leslie (1 episodio, 1996).
- Brotherly Love como Pheobe D. (1 episodio, 1996).
- Ellen como Sherry (1 episodio, 1997).
- Picture Perfect (1997) como Amiga embarazada.
- Seinfeld como Celia Morgan (1 episodio, 1997).
- Men Behaving Badly como Lana (1 episodio, 1997).
- Suddenly Susan como Maddy Piper (59 episodio, 1997-1999).
- Stark Raving Mad como Brittany Farraday (1 episodio).
- The Thin Pink Line (1998) como Dust.
- That's Life como Dean Pamela Orman (1 episodio, 2000).
- Popular como Bonnie (1 episodio, 2000).
- One Night at McCool's (2001) como Karen.
- Cursed como Lucy Keith (1 episodio, 2001).
- Friends como Megan Bailey (1 episodio, 2001).
- Amy's Orgasm (2001) como chica guapa.
- Providence como Elizabeth Jannaur (1 episodio, 2001).
- That '70s Show como Sra. McGee (1 episodio, 2002).
- CSI: Miami como Monica Reynoso (1 episodio, 2004).
- Employee of the Month (2004) como Wendy.
- House M.D. como Cecilia Carter (1 episodio, 2005).
- Entourage como Jess (1 episodio, 2005).
- Center of the Universe como Jewel (1 episodio, 2005).
- Life on a Stick como Sandy (1 episodio, 2005).
- Stick It (2006) como la mamá de Madison.
- Twins como Phyllis (1 episodio, 2006).
- Two and a Half Men como Terry Sholander (1 episodio, 2006).
- Without a Trace como Patricia Ranes (1 episodio, 2008).